# ضریب برش

ضریب برش - نسبت سایز سنسور دوربین عکاسی دیجیتال به سایز سنسوری با اندازهٔ استاندارد فیلم ۳۵ میلی‌متری است. هر چه ضریب برش یک دوربین بزرگ‌تر باشد، سایز سنسور کوچکتری دارد. دوربینی که ضریب برش ۱ دارد اصطلاحاً تمام سایز یا فول فریم نامیده می‌شود. جهت مقایسهٔ لنز دوربین‌هایی که ضریب برش غیر از یک دارند با دوربین‌های فول فریم، باید فاصله کانونی آنها را در ضریب برش ضرب کرد. مثلاً یک لنز ۱۸-۵۵ میلی‌متری روی دوربینی با ضریب برش ۱٫۵، دارای زاویه دیدی معادل لنز ۲۷-۸۲٫۵ است.